# Липе-Детмонд
Липе-Детмонд је била једна од држава светог римског царства или детаљније Саксоније од 1610 а касније након распада царства, део држава немачког царства а каснијим уједињењем са Прусијом и након Првог светског рата остао је град Детмонд. Владар Детмонда је био Bernardo I, суседи су јој били Herford, Minden-Lübbecke, Höxter, Paderborn, Gütersloh,

## Историја
Округ Липе покрива скоро исто подручје као и историјски округ Липе. Први помен ове земље је 1123. године; полако је растао на снази у наредним вековима. Године 1528. постаје жупанија, 1789. је уздигнута у кнежевину.
Жупанија Липе, 18. век
За разлику од многих других земаља Светог римског царства на том подручју, Липе је задржао своју независност у Наполеоново доба, па стога није био укључен у Пруску касније. Била је то једна од мањих држава чланица Немачког царства.
Након смрти принца Волдемара 1895. године, две лозе куће Липе су се више од деценије бориле око регентства.
Последњи принц од Липеа био је приморан да абдицира током Новембарске револуције 1918. након слома царске немачке војске, док је Немачка као целина постала Вајмарска република. Округ је постао Фреистаат један од саставних делова нове републике. Године 1932. Слободна држава Липе је подељена на два округа, Детмолд и Лемго. Они су наставили да постоје када је 1947. Липе изгубио статус немачке државе и по налогу британске војне владе укључен је у нову савезну државу Северну Рајну-Вестфалију; 1949. ову измену је одобрио парламент. 1969/70. 168 градова и општина спојено је у 16; а као други део административне реформе 1973. два округа Лемго и Детмолд спојена су у округ Липе.

## Списак Владара
- Bernardo I (1123–1158)
- Hermano I (1128–1167)
- Bernardo II (1168–1196)
- Hermano II (1196–1229)
- Bernardo III (1230–1265)
- Hermano III (1265–1273)
- Bernardo IV (1285–1275)
- Simão I (1273–1344)
- Simão II (1344)
- Otão (1344–1360)
- Bernardo V (1344–1364)
- Simão III (1360–1410)
- Bernardo VI (1410–1415)
- Simão IV (1415–1429)
- Bernardo VII (1429–1511)
- Simão V (1511–1536)
- Simon V, grof 1528–1536 (1471–1536)
- Bernhard VIII, grof 1536–1563 (1527–1563)
- Simon VI, grof 1563–1613 (1554–1613)
- Simon VII, grof 1613–1627 (1587–1627)
- Simon Ludvig, grof 1627–1636 (1610–1636)
- Simon Filip, grof 1636–1650 (1632–1650)
- Johan Bernhard, grof 1650–1652 (1613–1652)
- Herman Adolf, grof 1652–1666 (1616–1666)
- Simon Hajnrih, grof 1666–1697 (1649–1697)
- Fridrih Adolf, grof 1697–1718 (1667–1718)
- Simon Hajnrih Adolf, grof 1718–1734 (1694–1734)
- Simon Avgust, grof 1734–1782 (1727–1782)
- Leopold I, grof 1782–1789 (1767–1802)
- Jobst Herman, grof Lipe-Šternberg-Švalenberg (1625–1678)
- Rudolf Ferdinand, grof Lipe-Šternberg-Švalenberg (1671–1736)
- Frederik Karl Avgust, grof Lipe-Šternberg-Švalenberg (1706–1781), od 1762. Lipe-Bisterfeld Karl Ernest Kazimir, grof Lipe-Bisterfeld (1735–1810)
- Vilijam Ernest, grof Lipe-Bisterfeld (1777–1840) Julijus Peter Herman Avgust, grof Lipe-Bisterfeld (1812–1884) 7
- Ernest Kasimir Frederik Karl Eberhard, grof Lipe-Bisterfeld (1842–1904) Uzdignut u kneževinu 1789
- Leopold I, prvi knez 1789–1802 (1767–1802)
- Leopold II, 2. knez 1802–1851 (1796–1851)
- Leopold III, treći knez 1851–1875 (1821–1875)
- Voldemar, četvrti princ 1875–1895 (1824–1895)
- Aleksandar, 5. knez 1895–1905 (1831–1905), duševno bolestan, vladali regenti
- Lippe-Biesterfeld linija (vidi gore) uspela je kao seniorska linija:
- Ernest Kasimir Frederik Karl Eberhard, grof Lipe-Bisterfeld (1842–1904), regent Kneževine 1897–1904
- Leopold IV, grof Lipe-Bisterfeld 1904–1905, regent 1904–1905 i 6. princ od Lipea 1905–1949 (1871–1949), abdicirao 1918.
- Armin, sedmi knez 1949–2015 (1924–2015)
- Stefan, 8. princ 2015 – danas (rođen 1959)
- Bernhard Leopold, nasledni princ od Lipea (rođen 1995)
- Princ Hajnrih Oto (rođen 1997)
- Princ Benjamin (rođen 1999)
- Princ Julije Ernst (1873–1952)
- Princ Ernst Avgust (1917–1990)
- Princ Fridrih Vilhelm (rođen van braka 1947)
- Princ Ernst Avgust (rođen 1952)
- Linija sukcesije Rudolf Ferdinand, grof Lipe-Šternberg-Švalenberg (1671–1736)
- Frederik Karl Avgust, grof Lipe-Šternberg-Švalenberg (1706–1781), od 1762. Lipe-Bisterfeld
- Karl Ernest Kazimir, grof Lipe-Bisterfeld (1735–1810) Vilijam Ernest, grof Lipe-Bisterfeld (1777–1840)
- Julijus Peter Herman Avgust, grof Lipe-Bisterfeld (1812–1884)
- Ernest Kasimir Frederik Karl Eberhard, grof Lipe-Bisterfeld (1842–1904), regent Kneževine 1897–1904
- Leopold IV, grof Lipe-Bisterfeld 1904–1905, regent 1904–1905 i 6. princ od Lipea 1905–1949 (1871–1949), abdicirao 1918.
- Armin, sedmi knez 1949–2015 (1924–2015)| Овај чланак је део серије о историји Немачке |
| Историја Немачке                             |
| -------------------------------------------- |
| Germany                                      |
| Рана историја                                |
| Средњи век                                   |
| Рана савремена историја                      |
| Прво уједињење                               |
| Немачки рајх                                 |
| Хладни рат                                   |
| Савремена историја                           |
| Портал Немачка                               |
| п р у                                        |
- Stefan, 8. princ 2015 – danas (rođen 1959)
- (1) Bernhard Leopold, nasledni princ od Lipea (rođen 1995) (2) Princ Hajnrih Oto (rođen 1997)
- (3) Princ Benjamin (rođen 1999)
- Princ Julije Ernst (1873–1952)
- Princ Ernst Avgust (1917–1990)
- (4) Princ Fridrih Vilhelm (rođen van braka 1947)
- (5) Princ Ernst Avgust (rođen 1952)
- Princ Rudolf Volfgang Ludvig Ernst Leopold (1856–1931) Princ Avgust Fridrih Vilhelm (1890–1938)
- (6) Princ Rudolf Ferdinand Ludvig Eberhard Bernhard (rođen 1937)
- (7) Princ Žan Fridrih Kristijan Vladimir Herman Simon Hajnrih (rođen 1982)

## Географија
Округ Липе обухвата северни део Теутобуршке шуме, који такође садржи највишу надморску висину округа, 496 метара висок Кетерберг у близини Лугдеа. Најнижа надморска висина је код реке Везер са 45,5 м. Главна река је Вер, а на северној граници округа Везер. Река Липе, која дели име округа, не протиче кроз Липе, али има своје извориште преко линије округа у Бад Липспрингеу, Крајс Падерборн. Мале територије Липштат, Липероде и Капел које су припадале Липеу до средине 19. века, леже у долини реке.

## Градови општине
Градске општине:
Бад Салзуфлен
Барнтруп
Бломберг
Детмолд
Хорн-Бад Мајнберг
Лаге
Лемго
Лугде
Оерлингхаусен
Шидер-Шваленберг
Аугустдорф
Дорентруп
Ектертал
Каллетал
Леополдсхохе
Сцхланген